# Isaiah Berlin

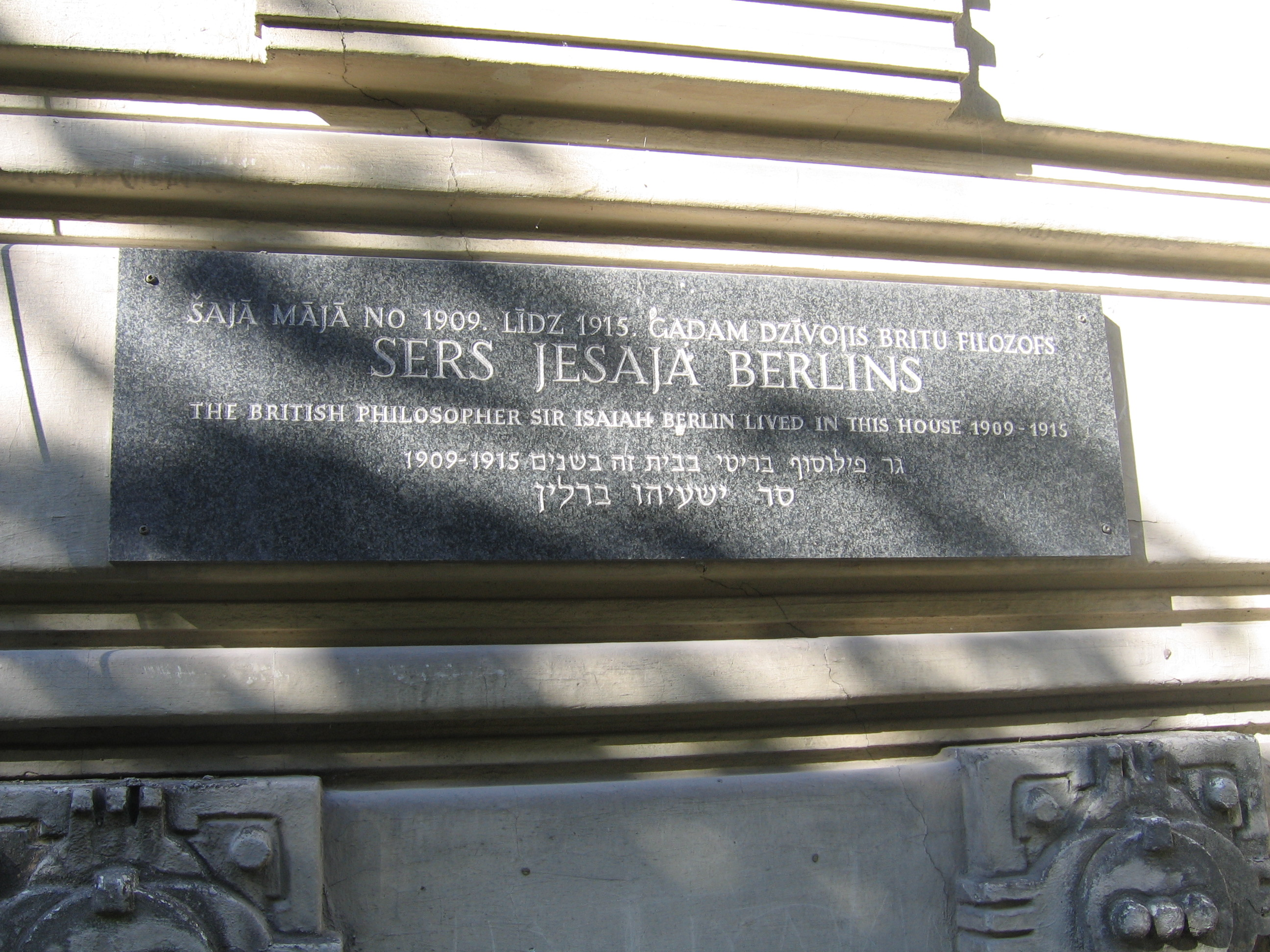
Placa commemorativa a la casa natal d'Isaiah Berlin

Sir Isaiah Berlin OM CBE FBA (Riga, 6 de juny del 1909 - Oxford, 5 de novembre del 1997) fou un filòsof, politòleg i historiador de les idees britànic originari de Letònia (aleshores part de l'Imperi Rus). És considerat com un dels principals pensadors liberals del segle xx.

## Biografia
Nascut a Riga, Letònia, fill d'un comerciant de fusta que posteriorment emigrà amb la família primer a Petrograd el 1916 i després a Londres, Anglaterra el 1921.
Durant la seva infància i joventut es va veure profundament influenciat per les seves experiències durant la Revolució Russa, el seu mestre, l'estudiós i menxevic Solomon Rachmilevich, i els seus companys d'universitat Alfred Jules Ayer i John Langshaw Austin.
Estudià política, filosofia i economia al Corpus Christi College entre 1928 i 1932. Després d'un brevíssim temps ensenyant filosofia al New College, el 1933 es va convertir en el primer jueu a ser triat per rebre una posició becada (fellowship) a l'All Souls College de la Universitat d'Oxford.
També treballà per a l'ambaixada britànica als Estats Units entre 1941 i 1946, amb una breu transferència a l'ambaixada a Moscou entre setembre de 1945 i gener de 1946. Aquest viatge acabà de donar al seu pensament un marcat caràcter anticomunista.
Després de tornar al Regne Unit obtingué altra vegada una plaça al New College, posteriorment es transferí a l'All Souls i més tard, entre 1949 i 1953, es mogué per diverses universitats americanes. Entre 1957 i 1967, va ser professor Chichele de teoria social i política a Oxford. El 1966, va ajudar a fundar el Wolfson College d'Oxford i se'n va convertir en el primer president. Va ser president de l'Acadèmia Britànica entre el 1974 i el 1978. També fou president de la Societat Aristotèlica entre 1963 i 1964.
Isaiah Berlin morí el 5 de novembre de 1997 a l'Hospital d'Acland per problemes a l'esòfag.

## Obra
L'obra de Berlin va ser vasta, però dispersa, ja que majoritàriament consisteix en articles i recensions en revistes especialitzades. Està bàsicament dedicada a estudiar i reivindicar dues tradicions de les quals destaca el pluralisme: la liberal i l'expressivista. En la seva obra, Isaiah Berlin defensà el liberalisme com a antídot contra el dogmatisme i emfatitzà el paper del nacionalisme en els processos històrics.

### Karl Marx: His Life and Environment(1938)
La seva primera obra principal fou una biografia de Karl Marx, que li fou encomanada el 1933 i finalment publicà el 1938. Encara que trobada deficient en uns quants aspectes, fou generalment ben rebuda, inclús el diari del Partit Comunista de la Gran Bretanya, el Daily Worker, admeté que l'obra «era superior a la brossa reaccionària que la burgesia publica normalment».
En aquesta biografia va començar a desenvolupar el concepte de 'monisme' aplicat als sistemes de valors, concepte que desenvolupà més endavant contrastant-lo amb el pluralisme. Per a Berlin el monisme (associat amb el pensament humà del passat) consisteix a considerar que qualsevol pregunta moral té una resposta correcta i infinitud d'invàlides o incorrectes, mentre que el pluralisme (associat al pensament humà del present) emfatitza la possibilitat que hi puguin haver diverses respostes certes però incompatibles o incompletes.
Berlin es mostra crític davant les idees de Marx, argumentant que, contra el que el propi Marx pensava de les seves pròpies idees, aquestes necessiten sostenir-se amb pressuposicions metafísiques que Berlin considerava errònies.

### L'Eriçó i la Guineu(1953)
L'Eriçó i la Guineu és un assaig sobre la filosofia de la història de Lev Tolstoi que Berlin publicà el 1953. El seu nom prové d'un fragment d'una comèdia del dramaturg grec Arquíloc: «la guineu sap moltes coses, però l'eriçó només sap una gran cosa». En aquest assaig Berlin mostra Tolstoi com algú en una cerca fútil per una gran veritat moral. En el procés crea una distinció entre pensadors i literats: els 'eriçons' són aquells que busquen a través dels seus models i postulats grans realitats unificadores (Dante, Pascal, Ibsen, Proust, etc.) mentre que les 'guineus' consideren que una visió coherent del món és impossible i que s'han de conformar amb els seus límits epistemològics (Shakespeare, Heròdot, Aristòtil, Goethe, etc.).

### Two Concepts of Liberty(1958)
El seu article més famós, la conferència inaugural com a professor Chichele el 1958 titulada Two concepts of liberty, ha estat d'enorme influència tant en la teoria política contemporània com en la teoria liberal. En aquest article, presenta la ja famosa distinció entre llibertat positiva i llibertat negativa. Berlin definia la llibertat negativa com l'absència de factors limitatius en una decisió, éssent el tipus de llibertat que els pensadors liberals de la Il·lustració tenien al cap, mentre que la llibertat positiva podia ser definida com l'habilitat per aconseguir objectius de manera autònoma, que encara que també originària amb la Il·lustració, amb el pas del temps havia anat pervertint-se i acabat convertint-se en justificació per anorrear l'individualisme i justificar el nacionalisme.

### Altres obres
Hi ha diverses recopilacions dels articles i assajos d'Isaiah Berlin incloent The Age of Enlightenment: The Eighteenth-Century Philosophers (1956), Four Essays on Liberty (1969), Vico and Herder: Two Studies in the History of Ideas (1976), Russian Thinkers (1978), Concepts and Categories: Philosophical Essays (1978), Against the Current: Essays in the History of Ideas (1979), Personal Inpressions (1980), The Crooked Timber of Humanity: Chapters in the History of Ideas (1990).
Un dels seus assajos, Historical Inevitability, critica teòries de la història que consideren que les forces impersonals són més influents en el procés històric que els individus, cosa que inevitablement porta a la impossibilitat de mantenir personatges històrics com a responsables de les seves accions. L'assaig fou criticat pel seu contemporani Edward Hallett Carr.
Les següents obres d'Isaiah Berlin han rebut una traducció al català:
- Nacionalisme (trad. Mila Garrido), València, Tàndem, 1997.
- Entre la filosofia i la història de les idees: una conversa amb Steven Lukes (trad. Gustau Muñoz), Barcelona, Catarroja, 1998.
- «Esclavitud i emancipació dels jueus» (trad. Gustau Muñoz) a: L'Espill, n. 1, 1999.
- L'eriçó i la guineu, i altres assaigs literaris (trad. Dolors Udina), Barcelona, Proa, 2000.
- «El meu camí intel·lectual» (trad. Aitana Guia) a: L'Espill, n. 6, 2000.
- «Una visita a Leningrad» (trad. Gustau Muñoz) a: El Contemporani, n. 24, 2001.
- El veritable estudi de la humanitat: una antologia d'assaigs (trad. Laia Font i Dolors Udina), Barcelona, Editorial Empúries, 2009.

## Premis i reconeixements principals
- Comandant de l'Orde de l'Imperi Britànic (1946).[cal citació]
- Knight Bachelor (1957).[24]
- Membre Honorari Estranger de l'Acadèmia Americana de les Arts i les Ciències (1959)[25]
- Orde del Mèrit (Regne Unit; 1971).[26]
- Premi Jerusalem (1979) pels seus escrits sobre la llibertat individual.[27]
- Premi Erasmus (1983) per la seva contribució a la construcció a la història de les idees i defensa del pluralisme.[28]